# Caroline (Caroline Lind)
Caroline è l'album di debutto della cantante danese Caroline Lind, pubblicato il 20 marzo 2006 su etichetta discografica Universal Music Denmark.

## Tracce
1. Koonichi wa – 2:38
2. Actionman – 3:05
3. Jutlandia – 2:59
4. Jeg var din – 3:21
5. Æblemand – 3:17
6. Kom kom kom! – 3:00
7. Ride ride – 2:34
8. Til Asien – 2:55
9. Superman – 3:02
10. Big big bang – 3:11
11. Er det for sjov? – 3:06
12. Sommerfugl – 2:49
13. Big Big World – 3:21
14. Ride ride (Dance Remix) – 3:43
15. Koonichi wa (versione karaoke) – 2:39
16. Jutlandia (versione karaoke) – 2:59
17. Æblemand (versione karaoke) – 3:16
18. Til Asien (versione karaoke) – 2:55

## Classifiche
| Classifica (2006) | Posizione massima |
| ----------------- | ----------------- |
| Danimarca         | 4                 |